# イ・スグン
イ･スグン（이수근、1975年2月10日 - ）京畿道楊平郡出身の大韓民国のコメディアン、俳優、MC。本貫は全州李氏。

## 経歴・人物
2003年、KBS18期特別採用コメディアンとして正式に芸能界デビューする。お笑い番組ギャグコンサートの音楽コント、「高音不可」で大きな人気を博し、以後、バラエティ番組に進出する。2007年から2013年にかけて出演したKBS2TVの日曜バラエティ番組、1泊2日 は、最高視聴率51.3％を記録するなどの全盛期を迎え、2011年には、当時の「1泊2日」メンバー（イ・スンギ、ウン・ジウォン、オム・テウン、キム・ジョンミン）と共に、KBS芸能大賞を共同受賞した。以後、後述する不法賭博行為で2年近い放送出演停止を経て復帰し、tvN 新西遊記シリーズ（2015年～現在)や、JTBC 知ってるお兄さん(2015年～現在) などの各種バラエティ番組にて放送活動を続けている。また、韓国では高い知名度と人気を誇っているコメディアンであり、2019年度の韓国ギャラップの調査「好きなコメディアン・タレント」調査において7位にランクインしている。
SM C&Cに所属していたが、2024年よりBig Planet Madeに所属している。

## 主な出演番組
- ギャグコンサート（朝鮮語版） (2001年～2013年、KBS2TV) ※芸能界デビュー
- ハッピートゥギャザー（朝鮮語版）シーズン2、 (2006年～2007年、KBS2TV)、進行
- 1泊2日（朝鮮語版）シーズン1、シーズン2 (2007年～2013年、KBS2TV)、レギュラー出演者
- 想像プラス（朝鮮語版）シーズン2、(2008年～2010年、KBS2TV)、進行
- 青春不敗2 (2011年、 KBS2TV)、進行
- キム・スンウの乗勝長駆（朝鮮語版）、(2011年～2013年、 KBS2TV)、進行
- イ・スグン、キム・ビョンマンの「上流社会」（朝鮮語版）、(2011年～2013年、JTBC)、MC
- うちの町内芸・体・能（朝鮮語版）、(2013年、 KBS2TV)、MC
- 新西遊記（朝鮮語版）シリーズ、（2015年～現在、tvN)、レギュラー出演者
- 知ってるお兄さん、(2015年～現在、JTBC)、レギュラー出演者

## 不法賭博事件
2013年11月、歌手兼タレントのタク・ジェフンやH.O.T.のメンバー、トニー・アン、SHINHWAのメンバー、アンディらと共にプレミアリーグなど海外のサッカーリーグの試合で、携帯電話を用いて数億ウォン台の不法賭博行為をしたとして、ソウル中央地方検察庁に召喚される。検察の捜査の結果、全ての罪を認め、当時出演していた全ての番組を降板し、略式起訴される。裁判の結果、懲役6か月(執行猶予1年)の有罪判決が確定し、これによりKBS、MBCへの番組出演停止処分が下され、芸能活動を自粛することになる。その後、2015年5月に、tvNのコメディプログラムSNLコリア6に出演して芸能活動へと復帰し、その後、「1泊2日」時代に苦楽を共にしたナ・ヨンソクPDがローンチしたtvN「新西遊記」へ出演するなどして本格的に芸能活動へと復帰し、現在に至っている。

## 広報大使
- 2008年 5月 - 養豚チェックオフ資金管理委員会の広報大使